# كاليب أير
كاليب أير هو محامي وسياسي أمريكي، ولد في 1813 في نيوفيلد في الولايات المتحدة، وتوفي في 1883. نشط حزبياً في Maine Democratic Party ‏ والحزب الديمقراطي. وقد انتخب عضو مجلس ولاية مين ‏.